# Sattelpunkt

Sattelpunkt von in (0,0)

In der Mathematik bezeichnet man als Sattelpunkt (auch Terrassenpunkt, Horizontalwendepunkt) einen kritischen Punkt einer Funktion, der kein Extrempunkt ist. Punkte dieser Art sind, wie die zuletzt genannte Bezeichnung es andeutet, Spezialfälle von Wendepunkten. Sattelpunkte spielen beispielsweise eine große Rolle bei der Optimierung unter Nebenbedingungen bei Verwendung der Lagrange-Dualität.

## Eindimensionaler Fall

Sattelpunkt von in (0,0)

Für Funktionen einer Veränderlichen {\displaystyle f\colon U\to \mathbb {R} } mit {\displaystyle U\subseteq \mathbb {R} } ist das Verschwinden der ersten Ableitung an der Stelle {\displaystyle x_{0}}
{\displaystyle f\,'(x_{0})=0}
eine Bedingung dafür, dass ein kritischer Punkt vorliegt. Ist die 2. Ableitung an dieser Stelle ungleich 0, so liegt ein Extrempunkt und damit kein Sattelpunkt vor. Für einen Sattelpunkt muss die 2. Ableitung 0 sein, wenn sie existiert. Dies ist allerdings nur eine notwendige Bedingung (für zweimal stetig differenzierbare Funktionen), wie man an der Funktion {\displaystyle f(x)=x^{4}} sieht.
Umgekehrt gilt (hinreichende Bedingung): Sind die ersten beiden Ableitungen gleich 0 und die 3. Ableitung ungleich 0, so liegt ein Sattelpunkt vor; es handelt sich also um einen Wendepunkt mit waagrechter Tangente.
Dieses Kriterium lässt sich verallgemeinern: Gilt für ein {\displaystyle n\in \mathbb {N} }
{\displaystyle f'(x_{0})=f''(x_{0})=\dotsb =f^{(2n)}(x_{0})=0\wedge f^{(2n+1)}(x_{0})\neq 0,}
sind also die ersten {\displaystyle 2n} Ableitungen gleich 0 und die {\displaystyle (2n+1)}-te Ableitung ungleich 0, so hat der Graph von {\displaystyle f} bei {\displaystyle x_{0}} einen Sattelpunkt.
Die genannte Bedingung ist allerdings nicht notwendig. Auch wenn ein Sattelpunkt an der Stelle {\displaystyle x_{0}} vorhanden ist, können alle Ableitungen {\displaystyle f^{(n)}(x_{0})} gleich 0 sein.
Man kann einen Wendepunkt im eindimensionalen Fall als einen Wendepunkt mit Tangente parallel zur x-Achse interpretieren.

### Beispiel für eine ganzrationale Funktion (Polynomfunktion) mit zwei Sattelpunkten

Ganzrationale Funktion 5. Grades mit zwei Sattelpunkten in (−2, −34) und (1, 47)

Bereits ganzrationale Funktionen 5. Grades können zwei Sattelpunkte haben, wie folgendes Beispiel zeigt:
{\displaystyle f(x)=2x^{5}+5x^{4}-10x^{3}-20x^{2}+40x+30}
Denn die 1. Ableitung hat die beiden doppelten Nullstellen −2 und 1:
{\displaystyle f'(x)=10x^{4}+20x^{3}-30x^{2}-40x+40=10(x+2)^{2}(x-1)^{2}}
Für die 2. Ableitung
{\displaystyle f''(x)=40x^{3}+60x^{2}-60x-40}
sind −2 und 1 ebenfalls Nullstellen, jedoch ist die 3. Ableitung
{\displaystyle f'''(x)=120x^{2}+120x-60}
dort ungleich Null:
{\displaystyle f'''(-2)=f'''(1)=180}
Deshalb sind {\displaystyle S_{1}(-2|-34)} und {\displaystyle S_{2}(1|47)} Sattelpunkte der Funktion {\displaystyle f}.

## Mehrdimensionaler Fall

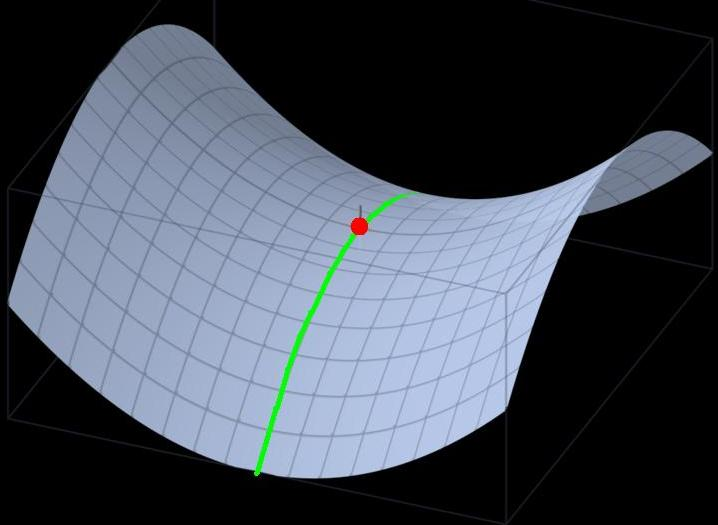
Sattelpunkt (rot) im Fall

### Spezifikation über Ableitungen
Für Funktionen mehrerer Veränderlicher (Skalarfelder) {\displaystyle F\colon U\to \mathbb {R} } mit {\displaystyle U\subseteq \mathbb {R} ^{n}} ist das Verschwinden des Gradienten an der Stelle {\displaystyle x_{0}}
{\displaystyle \nabla F({\vec {x}}_{0})=0}
eine Bedingung dafür, dass ein kritischer Punkt vorliegt. Die Bedingung bedeutet, dass an der Stelle {\displaystyle {\vec {x}}_{0}} alle partiellen Ableitungen null sind.
Ist zusätzlich die Hesse-Matrix indefinit, so liegt ein Sattelpunkt vor.

### Spezifikation direkt über die Funktion
Im generischen Fall – das bedeutet, dass die zweite Ableitung in keiner Richtung verschwindet oder, äquivalent, die Hessesche Matrix invertierbar ist – hat die Umgebung eines Sattelpunktes eine besondere Gestalt.
Für den Fall, dass ein solcher Sattelpunkt mit den Koordinatenachsen ausgerichtet ist, lässt sich ein Sattelpunkt auch ganz ohne Ableitungen in einfacher Weise beschreiben:
Ein Punkt {\displaystyle (x^{*},y^{*})\in U} ist ein Sattelpunkt der Funktion {\displaystyle F}, falls eine offene Umgebung {\displaystyle V\subseteq U} von {\displaystyle (x^{*},y^{*})} existiert, sodass
{\displaystyle F(x,y^{*})\leq F(x^{*},y^{*})\leq F(x^{*},y)} bzw. {\displaystyle F(x^{*},y)\leq F(x^{*},y^{*})\leq F(x,y^{*})}
für alle {\displaystyle (x,y)\in V} erfüllt ist. Anschaulich bedeutet dies, dass der Funktionswert von {\displaystyle F} in {\displaystyle x}-Richtung kleiner wird, sobald der Sattelpunkt verlassen wird, während ein Verlassen des Sattelpunktes in {\displaystyle y}-Richtung ein Ansteigen der Funktion {\displaystyle F} zur Folge hat (bzw. umgekehrt).
Diese Beschreibung eines Sattelpunktes ist Ursprung der Namensgebung: Ein Reitsattel neigt sich senkrecht zur Wirbelsäule des Pferdes nach unten, stellt also die {\displaystyle x}-Richtung dar, während er in {\displaystyle y}-Richtung, d. h. parallel zur Wirbelsäule, nach oben ausgeformt ist. Nach dem Reitsattel ist auch der Bergsattel benannt, dessen Gestalt ebenfalls der Umgebung eines Sattelpunkts entspricht.
Falls der Sattelpunkt nicht in Koordinatenrichtung ausgerichtet ist, stellt sich die obige Beziehung nach einer Koordinatentransformation ein.
Sattelpunkte dieses Typs existieren in Dimension 1 nicht: Falls hier die zweite Ableitung nicht verschwindet, liegt automatisch ein lokales Maximum oder ein lokales Minimum vor. Den Beispielen aus Dimension 1 entsprechen degenerierte kritische Punkte, wie zum Beispiel der Nullpunkt für die Funktion {\displaystyle f(x,y)=x^{2}} oder für {\displaystyle f(x,y)=x^{2}+y^{3}}: In beiden Fällen existiert eine Richtung, in der die zweite Ableitung verschwindet, und entsprechend ist die Hessesche Matrix nicht invertierbar.

### Beispiele
Die Funktion
{\displaystyle F(x,y)=(1-x^{2})\left(1+{\frac {1}{4}}(y-1)^{2}\right)\quad {\textrm {in}}\quad \{(x,y)\in \mathbb {R} \times [0,\infty )\}}
hat den Sattelpunkt {\displaystyle (0,1)}: Ist {\displaystyle y=1}, so ist
{\displaystyle F(x,1)=1-x^{2}\leq 1=F(0,1)}
für alle {\displaystyle x\in \mathbb {R} }. Für {\displaystyle x=0} ergibt sich
{\displaystyle F(0,y)=1+{\frac {1}{4}}(y-1)^{2}\geq 1=F(0,1)}.
Dass {\displaystyle (0,1)} ein Sattelpunkt von {\displaystyle F} ist, lässt sich auch über das Ableitungskriterium beweisen. Es ist
{\displaystyle \nabla F(x,y)=\left[-2x\left(1+{\frac {1}{4}}(y-1)^{2}\right),(1-x^{2}){\frac {y-1}{2}}\right],}
und nach Einsetzen von {\displaystyle (x,y)=(0,1)} ergibt sich {\displaystyle \nabla F(0,1)={\vec {0}}}. Die Hesse-Matrix zu {\displaystyle F} ist
{\displaystyle H(x,y)={\begin{pmatrix}-2-{\frac {(y-1)^{2}}{2}}&-x(y-1)\\-x(y-1)&{\frac {1-x^{2}}{2}}\end{pmatrix}}},
und nach Einsetzen des Sattelpunktes {\displaystyle (x,y)=(0,1)}:
{\displaystyle H(0,1)={\begin{pmatrix}-2&0\\0&{\frac {1}{2}}\end{pmatrix}}.}
Da ein Eigenwert von {\displaystyle H} positiv ist {\displaystyle \left({\tfrac {1}{2}}\right)} und einer negativ {\displaystyle (-2)}, ist die Hesse-Matrix indefinit, was nachweist, dass tatsächlich ein Sattelpunkt vorliegt.

## Sonstige Verwendung
Für die Definition im Fall von Systemen gewöhnlicher Differentialgleichungen siehe Autonome Differentialgleichung.